# Carl Reinecke
Carl Heinrich Carsten Reinecke (23. června 1824 – 10. března 1910) byl německý skladatel, dirigent a pianista středního romantického období. Byl významný také jako hudební pedagog, mimo jiné učil Leoše Janáčka.

## Život
Hlavním Reineckovým hudebním učitelem byl jeho otec Rudolf Reinecke (22. listopadu 1795 - 14. srpna 1883), učitele hudby a muzikolog. Carl se nejprve věnoval hře na housle, ale později se zaměřil na klavír. Začal komponovat ve věku sedmi let a své první veřejné vystoupení jako pianisty měl ve věku dvanáct let. Ve věku 19 let v roce 1843 absolvoval své první koncertní turné jako klavírista po Dánsku a Švédsku, poté žil dlouho v Lipsku kde studoval u Felixe Mendelssohna, Roberta Schumanna a Franze Liszta; s prvními dvěma uzavřel přátelství. V roce 1846 byl Reinecke jmenován dvorním pianistou Kristiána VIII. v Kodani. Tam zůstal do roku 1848, kdy se postu vzdal a odešel do Paříže. Celkově napsal pro svůj nástroj čtyři koncerty (a mnoho kadencí), dále vytvořil koncerty pro housle, violoncello, harfu a flétnu.
V roce 1851 se Reinecke stal profesorem kolínské konzervatoře. V následujících letech byl jmenován hudebním ředitelem v Barmen a stal se hudebním ředitelem a dirigentem Pěvecké akademie ve Vratislavi. V roce 1860 byl Reinecke jmenován ředitelem orchestru Gewandhaus v Lipsku a profesorem kompozice a klavíru na tamní konzervatoři. Vedl orchestr více než tři desetiletí, až do roku 1895. Dirigoval různé premiéry, například úplného provedení Brahmsova Německého rekviem (1869). V roce 1865 uvedl Gewandhaus-Quartett premiéru jeho klavírního kvintetu a v roce 1892 smyčcového kvarteta D dur.
Reineckeho nejznámější skladbou dnes je sonáta pro flétnu Undine, ale je také považován za jednoho z nejvlivnějších a nejvšestrannějších hudebníků své doby. Působil po dobu 35 let, až do svého odchodu na odpočinek v roce 1902, jako učitel. Mezi jeho studenty patřili Edvard Grieg, Basil Harwood, Elisabeth Wintzerová, Charles Villiers Stanford, Christian Sinding, Leoš Janáček, Constanta Erbiceanu, Isaac Albéniz, August Max Fiedler, Walter Niemann, Johan Svendsen, Richard Franck, Felix Weingartner, Max Bruch, Mikalojus Konstantinas Čiurlionis, Ernest Hutcheson, Felix Fox, August Winding a mnoho dalších.
Po odchodu z konzervatoře se Reinecke věnoval kompozici a výsledkem bylo téměř tři sta publikovaných děl. Napsal několik oper (z nichž žádná se dnes neprovádí), například Král Manfred. Často také koncertoval v Anglii a jinde. Jeho hra na klavír byla charakteristická ladností a čistotou, a svého času byl pravděpodobně bezkonkurenční jako interpret Mozartovy hudby. V roce 1904 ve věku 80 let nahrál pro společnost Welte-Mignon sedm skladeb na svitky pro mechanické piano, čímž se stal nejstarším klavíristou, záznam jehož hry se dochoval v libovolném formátu. Pak nahrál dalších 14 skladeb pro mechanická piana systému Autograph Metrostyle společnosti Aeolian Company a dalších 20 pro systém Hupfeld DEA. Zemřel v 85 letech v Lipsku.